# Vdk bank
Vdk bank is een Belgische bank, die zichzelf ethisch positioneert. Haar directe voorganger werd in 1926 opgericht in de schoot van de christelijke arbeidersbeweging. De bank was van 1988 tot 2023 hoofdsponsor van voetbalclub AA Gent en is nog steeds sponsor van vdk bank Gent damesvolley.

## Geschiedenis
In 1926 werd het Volksspaarwezen opgericht in Gent, een netwerk uitgebouwd door bestuursleden, zoals onderwijzers en bedienden, die het agentschap als bijberoep uitoefenden. Geleidelijk aan is het uitgegroeid tot een volwaardig kantorennet en geëvolueerd van spaarkas naar spaarbank.
Na de crisis van de jaren 1930 kwam er een wet waarin spaar- of depositobanken werden gescheiden van zaken- of investeringsbanken en in 1934 werd het Volksspaarwezen herdoopt tot Volksdepositokas (VDK). VDK bleef los opereren van de Belgische Arbeiderscoöperatie (BAC), waarmee onder meer de christelijke spaarkassen uit Antwerpen en Brussel fuseerden. In overleg met BAC kon VDK na de Tweede Wereldoorlog sterk uitbreiden in de arrondissementen Gent en Eeklo in de provincie Oost-Vlaanderen.
In 1980 kocht de VDK Spaarbank de voormalige Ford-garage aan het Gentse Sint-Michielsplein van de familie Vandersmissen en bracht er in 1984 zijn hoofdzetel in onder. Tot 1924 had op die plaats het Hotel De Potter uit 1775 gestaan, later het kantoor van de financiële instelling l'Union de Crédit de Gand.
Op 27 augustus 1992 hielden de VDK spaarbank, de vzw ACT (tegenwoordig vzw TRIAS) en de ngo Disop de coöperatieve investeringsmaatschappij met sociaal oogmerk Incofin cvso boven de doopvont. Incofin startte met een beginkapitaal van 5 miljoen Belgische frank (123.946 euro) en formuleerde als doel te participeren in het risico dat lokale partners en kleine ondernemers in de derde wereld nemen. Incofin cvso wil meer kmo's de mogelijkheid bieden om van start te gaan en hen tegelijk een betere slaagkans geven. In 2017 bestond Incofin 25 jaar en overschreed het kapitaal voor het eerst 40 miljoen euro. Incofin cvso telde in 2020 ruim 2200 aandeelhouders en had 44 lokale financiële partners die ook technische ondersteuning op maat gaven aan cliënten die voornamelijk microkrediet aanwendden.
In 1993 veranderde BAC haar naam in BACOB, groeide verder uit tot de commerciële Artesia Banking Corporation en ging na 2000 op in de Frans-Belgische bank Dexia. Hierdoor kwam er voor VDK een eind aan de beperking van haar werkgebied tot de regio Gent-Eeklo en sloeg de bank haar vleugels uit naar Oost- en West-Vlaanderen, te beginnen met een kantoor in Oudenaarde.
Een poging in 1999 om de VDK spaarbank op te laten gaan in Artesia (voorloper van Dexia, later Belfius) zette bijzonder veel kwaad bloed bij de christelijke arbeidersbeweging en werd daarom geblokkeerd. (Dexia kwam door de kredietcrisis en een groots opgezet acquesitiebeleid in zwaar weer en werd in 2011 ontmanteld, begin 2012 ontstond Belfius uit de Belgische tak van Dexia, volledig in handen van de Belgische overheid.) 
Dit werd de start voor het opzetten van een kantoren-netwerk in de rest van Vlaanderen, helemaal tegen de trend in binnen de financiële wereld. In 2013 opende VDK een bankkantoor in Antwerpen, een jaar later kwam er een banking app en in 2017 volgden vestigingen in Mechelen en Leuven.
Op 28 juni 2017 werd de bank omgedoopt  tot vdk bank en startte op 13 november 2019, samen met de kleinere banken Crelan, AXA Bank, Argenta Groep en Bpost, met het opzetten van Jofico, een joint venture voor de aankoop, beheer en onderhoud van gezamenlijke geldautomaten.
Vanuit haar ontstaansgeschiedenis als instelling van de christelijke arbeidersbeweging heeft vdk bank in haar beleggingen en kredieten steeds veel aandacht gehad voor het arbeidsrecht en de rechten van de mens. Vanaf 2017 worden daar uitdrukkelijk natuur, milieu en klimaat aan toegevoegd en positioneert de bank zich als een duurzame en ethische bank. 
In augustus 2020 wordt bekend dat voormalig Groen-voorzitter Wouter Van Besien coördinator duurzaam en ethisch bankieren wordt bij vdk bank.
vdk bank is in 2022 lid geworden van de Global Alliance for Banking on Values (GABV), een wereldwijd netwerk van banken, in 2009 mede opgericht door de Triodos Bank, die duurzaamheid nastreven.
In oktober 2022 kondigde de nieuwe coöperatieve bank NewB aan haar pas verworven licentie weer in te leveren, op verzoek van de Nationale Bank van België. Vanaf februari 2023 nam vdk bank de klantenportefeuille van NewB over. Sindsdien organiseert de coöperatie NewB het Franstalig online bankagentschap voor vdk bank in Brussel en Wallonië, bepaalt vdk bank de duurzame standaarden voor de NewB investeringsfondsen en levert het met NewB input voor het duurzaamheidsbeleid van vdk bank.
In 2023 had vdk bank een balanstotaal van 5.010.749.786 euro bij een stijgende netto-winst van 18,01 miljoen euro, het eigen vermogen bedroeg 379,02 miljoen euro. Dit resultaat werd behaald door 292 werknemers (267,50 VTE) in 63 kantoren met ruim 150.000 klanten.

## Bestuur
Vdk bank is steeds in handen gebleven van de lokale christelijke arbeidersbeweging. Tot 2016 was iets meer dan de helft van de aandelen in handen van enkele Gentse partijen die via een aandeelhoudersovereenkomst hun lot aan elkaar verbonden hadden: de investeringsmaatschappij Volksvermogen (17%), vzw de Kade (16%) die aanleunt bij Beweging.net (het vroegere ACW) en de vakbond ACV-Metea (11%). Voorts maken ook een organisatie die aanleunt bij het christelijk ziekenfonds en een aantal Gentse families deel uit van deze groep.
20,1% van de aandelen waren in handen van de Groep Arco, maar vanaf 2008, de implosie van Dexia en de gevolgen voor Arco en haar coöperanten, werd na lang onderhandelen een oplossing gevonden door Alain Bostoen, topman van het Gentse chemie- en wasmiddelenbedrijf Christeyns en ook aandeelhouder van bank-verzekeraar KBC, om 4% van de aandelen vdk bank te laten overnemen.
De resterende aandelen werden van Arco overgekocht door de groep meerderheidsaandeelhouders. Er wordt verondersteld dat dit gebeurde a rato van de bestaande deelname in vdk bank waardoor Volksvermogen de grootste aandeelhouder blijft. Deze deal waardeerde het eigen vermogen van de bank toen op 200 miljoen euro. 17,8% van de aandelen is nog steeds in handen van Belfius. Deze bank werd niet betrokken in de zoektocht naar een overnemer voor de Arco-aandelen. In het Jaarverslag 2023 wordt Volksvermogen vermeld met 22,73 % en Belfius Bank met 17,53 % van de aandelen.
Sleutelpersonen begin 2022:
- Voorzitter directiecomité: Leen Van den Neste
- Lid directiecomité: Frank Vereecken
- Lid directiecomité: Geert Van Caenegem
- Lid directiecomité: Michael Voordeckers
- Voorzitter raad van bestuur: Louis Vervloet
- Algemeen secretaris: Pieterjan Vandenhout